# Blåvingad gås
Blåvingad gås (Cyanochen cyanoptera) är en fågel i familjen änder inom ordningen andfåglar. Den förekommer enbart i Etiopiens högländer. 

## Fältkännetecken

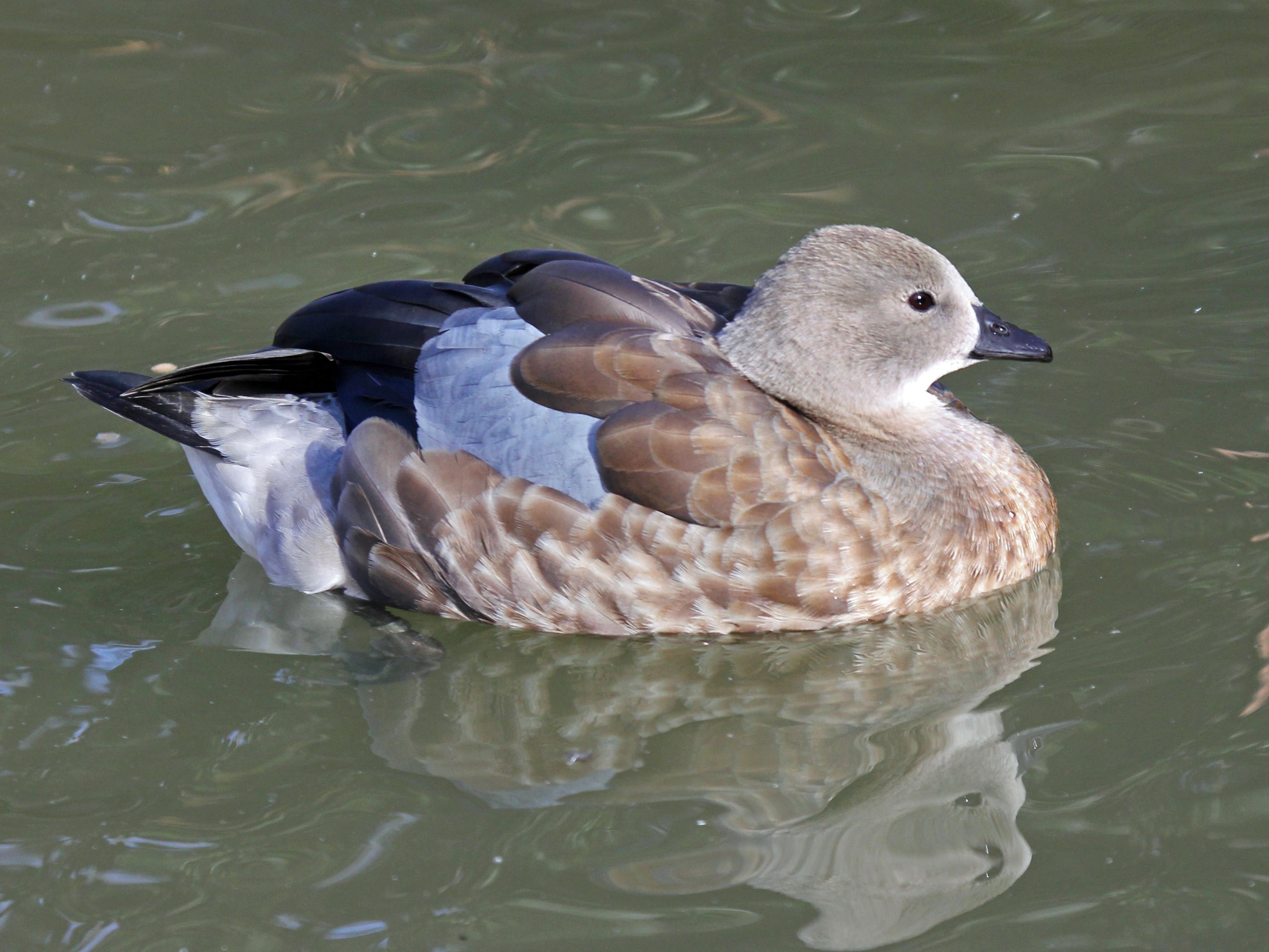

Blåvingad gås är en satt gråbrun fågel kring 70 centimeter lång med blekare huvud och övre hals. Den har en liten svart näbb och svarta ben. I flykten syns den ljusblå främre delen av vingen som gett fågeln dess namn. Könen är lika medan ungfågeln är dovare tecknad. Fåglarnas fjäderdräkt är tjock och lös, nästan pälslik, troligtvis en anpassning till kylan i Etiopiens högländer.
Den är mestadels tystlåten, men avger ibland svaga visslingar, långt ifrån de egentliga gässens kacklingar och trumpetanden.

## Utbredning och status
Blåvingad gås är endemisk för Etiopiens högländer. Världspopulationen uppskattas till mellan 3 000 och 7 000 vuxna individer. Även om den fortfarande är lokalt vanlig och vida spridd tros den minska i antal. Beståndet verkade stabilt mellan 1995 och 2005, men senare inventeringar visar att den ändå minskar, dock i oklar grad.
Traditionellt har den inte ansetts hotad av jakt eftersom den av religiösa skäl inte jagas för föda. Nyligen har det dock rapporterats att fågeln jagas och fångas till försäljning för landets växande kinesiska befolkning. Nu är den med största sannolikhet även under hårt tryck på grund av den växande befolkningen och den resulterande utdikning och degradering av våtmarker och gräsmarker, liksom ökad störning. Intensifiering av jordbruket och torka är också möjliga hot. IUCN kategoriserar arten som nära hotad.

## Beteende och ekologi
Blåvingad gås är mestadels stannfågel men kan röra sig till lägre nivåer utanför häckningstid. Den häckar under torrsäsongen från mars till juni. Då förekommer den parvis eller små grupper. Lite är känt om artens häckningsbeteende på grund av dess nattliga vanor. Utanför häckningstid förekommer den i större grupper med 50–100 individer utmed höglandsfloder och sjöar med närliggande ängsmarker med kort gräs. Den förekommer också i högt liggande våtmarker, gölar, träsk och strömmande vatten med omgivande gräsmarker. Den återfinns sällan i igenvuxna områden och söker sig inte ut djupt vatten.

## Taxonomi och systematik
Blåvingad gås placeras som enda art i släktet Cyanochen. Tidigare fördes den till underfamiljen Tadorninae tillsammans med mindre gäss som förekommer i Sydamerika, grav- och roständerna i Tadorna samt nilgåsen i Alopochen. DNA-studier visar dock att den är närmast släkt med den afrikanska arten skogsand (Pteronetta hartlaubii) och del av en grupp änder som bland annat innehåller dykänderna i Aythya.